# ایتابیرا
ایتابیرا (به پرتغالی: Itabira) یک منطقهٔ مسکونی در برزیل است که در میناز ژرایس واقع شده‌است. ایتابیرا ۱٬۲۵۳٬۷۰۴ کیلومتر مربع مساحت و ۱۲۰٬۹۰۴ نفر جمعیت دارد و ۷۹۵ متر بالاتر از سطح دریا واقع شده‌است.